# Hartmann Grisar

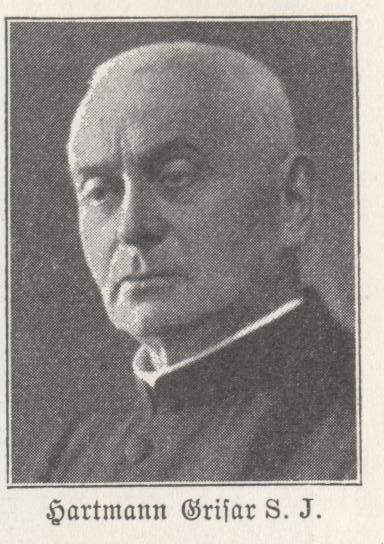
Pater Hartmann Grisar S.J.

Hartmann Grisar, genannt der Luther-Grisar (* 22. September 1845 in Koblenz; † 25. Februar 1932 in Innsbruck) war ein deutsch-österreichischer Jesuit und Kirchenhistoriker.

## Leben
Hartmann Grisar wurde als Sohn eines Hofbäckermeisters geboren. Er studierte von 1862 bis 1863 an der Königlichen Theologischen und Philosophischen Akademie Münster und von 1863 bis 1868 an der Theologischen Fakultät der Universität Innsbruck. 1868 empfing er die Priesterweihe und trat in Rom in den Jesuitenorden ein.
1870 flüchtete er aus dem besetzten Rom nach St. Andrae in Kärnten. 1871 wurde er zum Professor für Kirchengeschichte an der Universität Innsbruck ernannt, ab 1873 war er Ordinarius. Er wurde österreichischer Staatsbürger und wohnte in Thaur. 1876 zählte er zu den Mitbegründern der seit 1877 erscheinenden Zeitschrift für katholische Theologie in Innsbruck, deren Schriftleiter er von 1883 bis 1886 war.
Seit 1895 arbeitete Hartmann Grisar überwiegend in Rom, blieb der Universität Innsbruck jedoch als Honorarprofessor verbunden. In Rom fand er in der Papstkapelle Sancta Sanctorum im einstigen Lateranpalast einzigartige Reliquiare und Reliquien aus der Frühzeit des Christentums. 1900 wurde Hartmann Grisar Beiratsmitglied der Görres-Gesellschaft.
Von 1902 bis 1911 war Hartmann Grisar mit kirchengeschichtlichen Studien in Deutschland befasst, vor allem zur Lutherforschung. Von 1911 bis 1925 war er Privatgelehrter in München. Als 80-Jähriger zog er sich 1925 in das Jesuitenkolleg Innsbruck zurück. Dort verstarb er 1932.

## Werk
1883, zum Jubiläumsgeburtstag Martin Luthers, kam es zu konfessionell motivierten Angriffen auf das Papsttum und die katholische Kirche unter anderem durch protestantische Theologen beziehungsweise Historiker. Zur Verteidigung des Katholizismus verfasste Grisar die Schrift Reformatorenbilder. Darin beurteilt er Luther folgendermaßen: „Ein Herold der Wahrheit war Luther nicht. Unsere katholischen Reformatoren stehen mit einem ganz anderen Charakter da.“
Die Beschäftigung mit Luther ließ ihn in der Folge nicht mehr los. Zunächst nahm Grisar einen radikalen katholischen Standpunkt ein, der den Einfluss von Johannes Janssen verriet. Auch seine Lutherbiographie, die als sein Hauptwerk gilt, wurde hart kritisiert. Noch deutlicher war die dogmatische Sicht auf Luther bei Heinrich Denifle. Später blieb zwar der antilutherische Standpunkt bei Grisar weitgehend bestehen, jedoch nahm die Radikalität seines Urteils deutlich ab. Die späteren, nach dem Ersten Weltkrieg erschienenen Schriften Grisars über Luther sind daher die wertvollsten.
Grisar forschte auch zur Christlichen Archäologie der Stadt Rom und zur frühen Papstgeschichte. Eine Materialsammlung zur frühen Papstgeschichte bieten die Analecta Romana.

## Schriften
- Galileistudien. Historisch-theologische Untersuchungen über die Urtheile der Römischen Congregationen im Galileiprocess. Pustet, Regensburg 1882.
- Jacobi Lainez. Disputationes Tridentinae. Ad manuscriptorum fidem edidit et commentariis historicis instruxit Hartmannus Grisar (Edition und wissenschaftlicher Kommentar). F. Rauch, Innsbruck 1886.
- Die römische Sebastianuskirche und ihre Apostelgruft im Mittelalter. In: Römische Quartalschrift für christliche Altertumskunde und Kirchengeschichte, Jg. 9 (1895), S. 409–461.
- Reformatorenbilder. Historische Vorträge über katholische Reformatoren und Martin Luther. Herder, Freiburg im Breisgau 1883 (unter dem Pseudonym Germanus Konstantin).
- Luther. 3 Bände. Herder, Freiburg im Breisgau 1911/1912.
  - Bd. 1: Luthers Werden-Grundlegung der Spaltung bis 1530
  - Bd. 2: Auf der Höhe des Lebens
  - Bd. 3: Am Ende der Bahn-Rückblicke
- Analecta Romana. Dissertazioni, Testi, Monumenti dell’arte riguardanti principalmente la Storia di Roma e dei Papi nel medio evo. Desclee Lefebvre, Rom 1899.
- Geschichte Roms und der Päpste im Mittelalter. Mit besonderer Berücksichtigung von Cultur und Kunst nach den Quellen dargestellt. Bd. 1: Rom beim Ausgang der antiken Welt. Herder, Freiburg im Breisgau 1901. [Weitere Bände sind nicht erschienen.]
- Die römische Kapelle Sancta Sanctorum und ihr Schatz. Meine Entdeckungen und Studien in der Palastkapelle der mittelalterlichen Päpste. Herder, Freiburg im Breisgau 1908 (Volltext).
- Die Literatur des Lutherjubiläums 1917, ein Bild des heutigen Protestantismus. In: Zeitschrift für katholische Theologie, Jg. 42 (1918), S. 592–814.
- Luther zu Worms und die jüngsten drei Jahrhundertfeste der Reformation. Herder, Freiburg im Breisgau 1921.
- (mit Franz Heege) Luthers Kampfbilder. 4 Bände. Herder, Freiburg im Breisgau 1921–1923.
  - Bd. 1: Passional Christi und Antichristi. Eröffnung des Bilderkampfes (1521). 1921.
  - Bd. 2: Der Bilderkampf in der deutschen Bibel (1522ff.). 1922.
  - Bd. 3: Der Bilderkampf in den Schriften von 1523 bis 1545. 1923.
  - Bd. 4: Die Abbildung des Papsttums uns andere Kampfbilder in Flugblättern, 1538–1545. 1923.
- Luthers Trutzlied „Ein feste Burg“ in Vergangenheit und Gegenwart. Herder, Freiburg im Breisgau 1922.
- Der deutsche Luther im Weltkrieg und in der Gegenwart. Geschichtliche Streifzüge. Haas & Grabherr, Augsburg 1924.
- Das Missale im Lichte römischer Stadtgeschichte. Stationen, Perikopen, Gebräuche. Herder, Freiburg im Breisgau 1925.
- Martin Luthers Leben und sein Werk. Herder, Freiburg im Breisgau 1926.